# Condado de Sumner (Tennessee)
El condado de Sumner (en inglés: Sumner County, Tennessee), fundado en 1786, es uno de los 95 condados del estado estadounidense de Tennessee. En el año 2000 tenía una población de 130.449 habitantes con una densidad poblacional de 95 personas por km². La sede del condado es Gallatin.

## Geografía
Según la Oficina del Censo, el condado tiene un área total de 1406 km² (542,9 mi²), de la cual 1370 km² (529 mi²) es tierra y 36 km² (13,9 mi²) es agua.

### Condados adyacentes

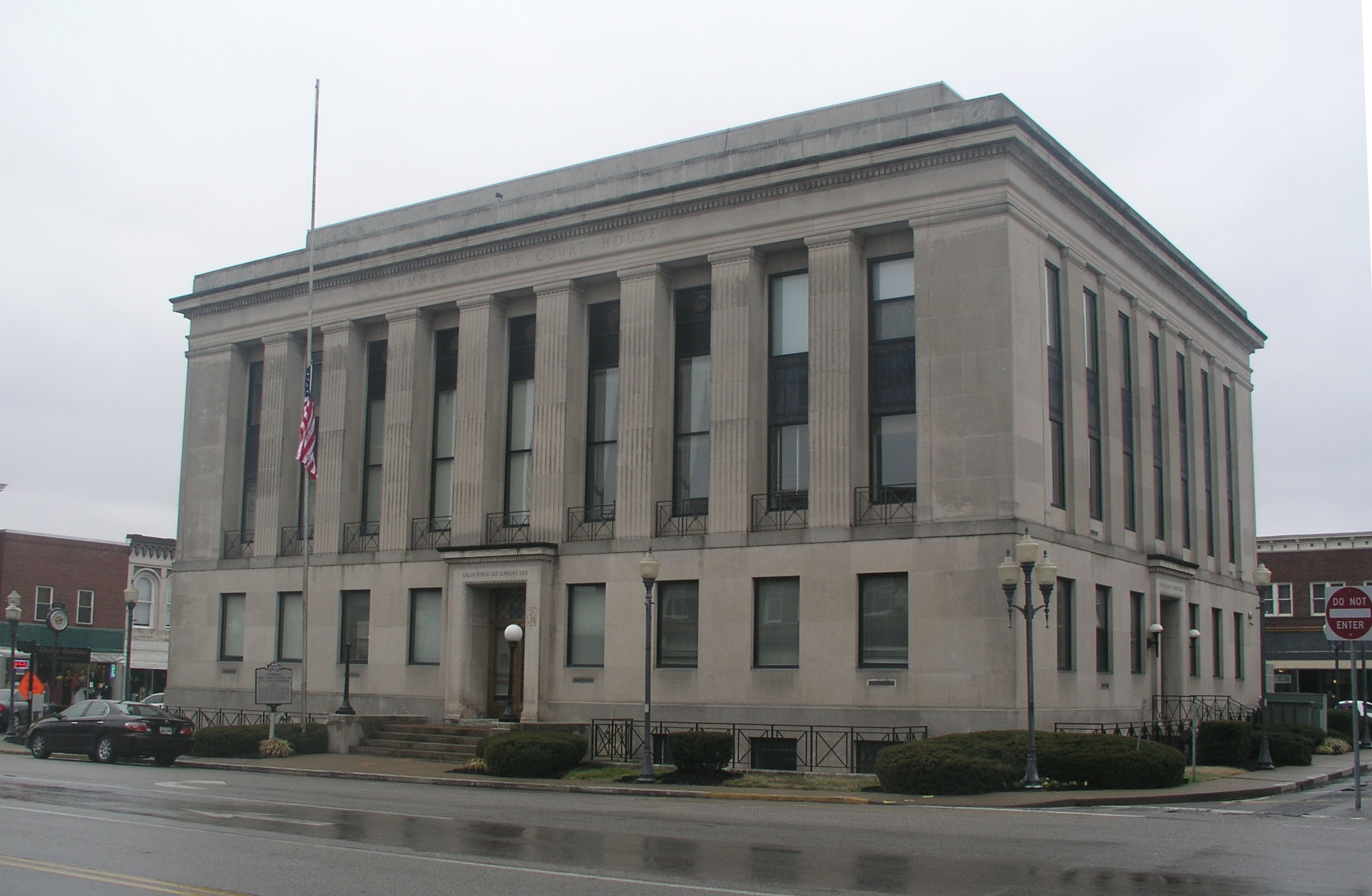
Corte del Condado de Sumner en Gallatin, Tennessee

- Condado de Davidson suroeste
- Condado de Macon este
- Condado de Robertson oeste
- Condado de Trousdale sureste
- Condado de Wilson sur
- Condado de Allen noreste
- Condado de Simpson noroeste

## Demografía
En el 2000 la renta per cápita promedia del condado era de $46,030, y el ingreso promedio para una familia era de $52,125. El ingreso per cápita para el condado era de $21,164. En 2000 los hombres tenían un ingreso per cápita de $36,875 contra $25,720 para las mujeres. Alrededor del 8.10% de la población estaba bajo el umbral de pobreza nacional.

## Lugares

### Ciudades y pueblos
- Bethpage
- Castalian Springs
- Cottontown
- Gallatin
- Goodlettsville (parcialmente en Davidson County)
- Hendersonville
- Millersville (parcialmente en Robertson County)
- Mitchellville
- Portland
- Walnut Grove
- Westmoreland
- White House (parcialmente en Robertson County)